# Vernoux-sur-Boutonne
Vernoux-sur-Boutonne är en kommun i departementet Deux-Sèvres i regionen Nouvelle-Aquitaine i västra Frankrike. Kommunen ligger i kantonen Brioux-sur-Boutonne som tillhör arrondissementet Niort. År 2022 hade Vernoux-sur-Boutonne 237 invånare.

## Befolkningsutveckling
Antalet invånare i kommunen Vernoux-sur-Boutonne
| Referens: INSEE |